# Manuel Carmo
Jorge Manuel do Carmo Pereira de Almeida (ur. 1958 w Lizbonie) – portugalski artysta plastyk i pisarz.
Początkowo, jako adwokat, pełnił funkcję asesora Prezydium Rady Ministrów VII Rządu Konstytucyjnego, przewodniczącego organizacji pozarządowej ds. współpracy europejskiej Latin American Studies Institute i menedżera w wielu firmach międzynarodowych. W latach osiemdziesiątych studiował malarstwo w Ar.Co w Lizbonie poświęcając się od tego czasu wyłącznie malarstwu, rzeźbie i literaturze.
Od 1985 roku wystawia swoje prace mając w dorobku liczne wystawy i odczyty, zarówno w Portugalii jak i za granicą. W 2000 roku otrzymał wyróżnienie na I Biennale Malarstwa im. Domingosa Sequeiry.
Manuel Carmo jest obecnie konsultantem w European Museum Forum (Portugalia) oraz konsultantem ds. projektów międzynarodowych w Aporem, związku zrzeszającym 17 muzeów portugalskich i mającym na celu wspólną realizację projektów międzynarodowych.
Od stycznia 2007 r. jest odpowiedzialny za działalność kulturalną Muzeum Wody (Museu da Água) w Coimbrze i pełni funkcję dyrektora generalnego wydawnictwa artystycznego AABA.
Był dyrektorem artystycznym Galerii Sztuki Bairro Alto, gdzie organizował wystawy oryginalnych dzieł światowej sławy twórców, takich jak Andy Warhol, Tom Wesselmann, Erró, Gerard Schlosser i Joyce Tenneson.
W 2004 roku wytwórnia Mandala wydała DVD z najnowszymi pracami artysty, a w 2005 roku portugalska telewizja publiczna RTP, we współpracy z Universidade Aberta, wyprodukowała i wyemitowała w kraju oraz w RTP Internacional trzydziestominutowy film dokumentalny o jego życiu i twórczości.
Manuel Carmo był jedynym malarzem portugalskim zaproszonym do przedstawienia swojego projektu zatytułowanego „Let’s Art!” na Światowej Konferencji UNESCO poświęconej wychowaniu przez sztukę w 2006 roku. Sanchez Bravo, przewodniczący hiszpańskiej Komisji UNESCO, określił jego malarstwo jako „nową, nagą, harmoniczno-muzyczą formę przekraczania prawdy”.
Ostatnia wystawa/performance artysty w Portugalii zatytułowana „1755 – Cmentarz Nadziei lub 7 Cnót dla Odrodzenia” (“1755 – Cemitério de Esperança ou As 7 Virtudes para o Renascimento”) odbyła się w 2005 roku dla uczczenia 250 rocznicy tragicznego trzęsienia ziemi w Lizbonie pod wysokim patronatem Jego Ekscelencji Prezydenta Republiki Portugalskiej, Jorge Sampaio.
W 2006 roku, podczas jego wystawy indywidualnej zorganizowanej w „Angel Orensanz Foundation Center for the Arts” w Nowym Jorku pod nazwą „Manifest 24”, poświęconej aktowi twórczemu w sztuce i składającej się z obrazów, rzeźb i filmów video, nowojorska krytyk sztuki Nancy di Benedetto powiedziała: “największą pochwałą, jaką można go obdarzyć jest stwierdzenie, że jego twórczości nie można przypisywać żadnej określonej szkole ani ruchowi artystycznemu, a jego nie dające się zaszufladkować dzieła otwierają nowe perspektywy w sztuce XXI wieku.”
Jest regularnie zapraszany do wygłaszania odczytów o sztuce, pod patronatem UNESCO i w ramach projektów „Collect and Share” i „Long Life Learning” w programach „Sokrates” i „Grundvig” Unii Europejskiej.
Jego twórczość jest wymieniona w New York Arts Annual Catalogue 2007 oraz jest reprezentowana w kolekcjach wielu fundacji i muzeów, takich jak:
- Fundacja Antonio Prates
- Michettti Foundation
- European Museum Forum
- International Museum of Graphic Art
- Mumi Museum
- Muzeum Sztuki Współczesnej na Maderze
- Muzeum Wody Epal
- Ratusz w Chaves
- Ratusz w Bragança
- Ratusz w Lizbonie
- Mundial Confiança
- Wydawnictwo Universitária
- Atelier Sztuki Bairro Alto
- Portugalskie Centrum Sitodruku
- Stowarzyszenie Misja Przeciw Przemocy w Rodzinie
- Fundacja Angel Orensanz, Nowy Jork
- Fundacja Mário Soares
- Istituto Beni Culturali Emília Romagna, Włochy
- Portugalska Fundacja Komunikacji
- Muzeum Komunikacji
- Centrum Kulturalne w Avilez
- Muzeum Wody w Coimbrze
- Kolekcja Jej Wysokości Królowej Belgów Fabioli
- Kolekcja Chico Buarque de Hollanda
- Kolekcja Fausto Bertinottiego, Przewodniczącego Parlamentu Republiki Włoskiej

## Publikacje dotyczące sztuki
- “Aquae Liberae Triumphalis Ingressus”, Wydawnictwo Hugin, 2004.
- “Um Café pelo Aqueduto”, Wydawnictwo ACD, 2005.
- “A Diferença para +”, Atelier Sztuki Bairro Alto, 2005.
- “1755 – Cemitério de Esperança”, Wydawnictwo ACD, 2005.
- “Manifesto 24”, Angel Orensanz Foundation (Nowy Jork), 2005.
- “Liberdade Número 800240574”, Fundacja Mário Soares, 2006.
- “Aqui há Gato!”, Museu das Comunicações, 2006.
- “Os 7 Estados da Água”, Wydawnictwo AABA 2007.